# Giuseppe Collignon

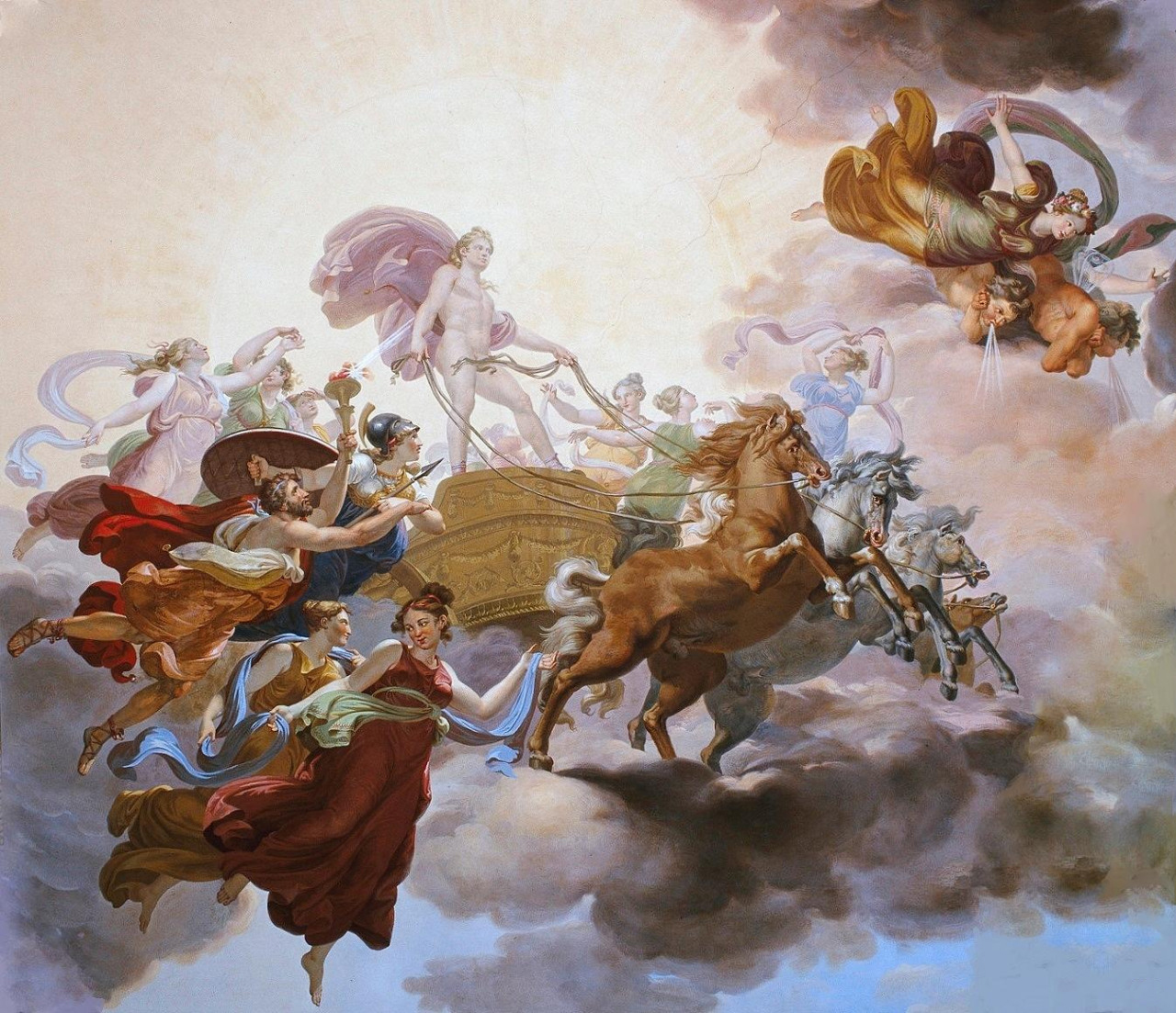
Giuseppe Collignon, Prometeo ruba il fuoco dal carro di Apollo (1814), palazzo Pitti, Firenze

Giuseppe Collignon (Castelnuovo Berardenga, 2 marzo 1778 – Firenze, 10 febbraio 1863) è stato un pittore italiano, esponente del neoclassicismo toscano.

## Biografia
Figlio del venditore regio di tabacco Vincenzo Collignoni e della napoletana Barbara Magrot, nacque a Castelnuovo Berardenga, presso Siena, nel 1778, e studiò la pittura all'Accademia di belle arti di Firenze, dove fu allievo di Pietro Pedroni e vinse un premio per il miglior quadro a olio nel 1800 con Giuseppe venduto dai fratelli agli Ismaeliti. Successivamente si recò a Roma, dove fu allievo dell'Accademia di San Luca. Nel 1808 dipinse la Deposizione dalla Croce per il duomo di Pontremoli e realizzò il Transito di san Lucchese per la collegiata di Poggibonsi. Venne nominato accademico di merito di San Luca il 7 novembre 1811. Trasferitosi stabilmente a Firenze, qui affrescò due sale del palazzo Pitti.
In seguito alla nascita dell'Accademia di belle arti di Siena nel 1816, fu maestro di pittura e primo direttore dell'istituto.